# Alazeïa
L'Alazeïa (en russe : Алазея) est un fleuve de 1 590 km de longueur, qui coule au nord-est de la Sibérie et se jette dans la mer de Sibérie orientale.

## Géographie

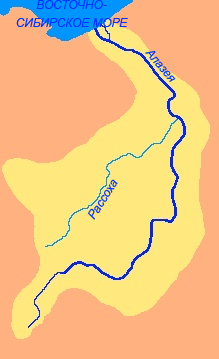
bassin de l'Alazïa

Son cours est gelé de fin septembre à fin mai. L'Alazeïa se jette dans la mer en formant un delta.
L'Alazeïa est située dans la République de Sakha. 